# Triton (ratni brik)
Triton je bio ratni brik austrijske ratne mornarice.

## Karakteristike
Triton je bio drveni jedrenjak vrste brik, dužine oko 30 m, a širine oko 9 metara. Zabilježeno je u službeni podatcima austrijskog admiraliteta da je bio 500 tona istisnine. Naoružanje su činila dvanaest teških opsadnih topova od 24 funte (1 funta = oko 13,5 kg). Kalibar topova bio je 14,7 cm, dužina cijevi 3,3 m i težina 2.755 kg. Ovakva vrsta brikova imala je i 4 manja obrambena topa od 9 funta.

## Povijest
Za Triton se zna da je postojao još 1849. godine. Kad je Habsburška Monarhija pobijedila Pijemont kod Custozze, zauzela je čitavu Lombardiju. Tad je car Franjo Josip I. po drugi put ušao u Mletke. Među sedam nađenih brikova u mletačkoj luci bio je i brik Triton.

## Doplovljavanje
Godine 1859. Habsburška Monarhija bila je u ratu s Francuskom pod carem Napoleonom III. koja je bila u savezu s Pijemontom (Sardinijom) oko Lombardije. 
Triton je u luku Gruž uplovio sredinom travnja 1859. godine, skupa s brodovima Diana i Husar. Druga dva broda dobila su zadaću da za trajanja rata s Francuskom i Pijemontom ostanu i bdiju nad ulazom u grušku luku. Triton je dobio zadaću odmah otploviti i usidriti se pred Lokrumom, da bdije nad zaljevom od Župe i nad prolazom kroz kanal. Ispred Lokruma je doplovio 4. svibnja.

## Eksplozija i potonuće
Kobne večeri mornari su pušteni u grad na izlazak. Malo po povratku užgala se brodska barutana i uskoro je eksplodirala, a Dubrovnik je zatutnjio od siline eksplozije. Smatralo se da je počinitelj mornar Fiala, češkog podrijetla, navodno radi osvete časniku Zenkoviću. Ali u osveti su stradala još devedeset i trojica nevinih ljudi. Čini se da je uzrok ipak bila nesmotrenost. Na spomen-križu poginulima piše "kad se slučajno zapalio barut".
Brod je nakon eksplozije potonuo 9. svibnja 1859. godine oko 20.00 na sidrištu pred Lokrumom. Eksplozija i potonuće su odnijeli živote 85 članova posade. Okolnosti spašavanja bile su vrlo nepovoljne, s obzirom na to da je pala noć. Lučka kapetanija i dvadesetak dubrovčana u svojim brodicama uključilo se u akciju traganja i spašavanja. Trud se isplatio. Spašeni su životi deset članova posade, a nalaženjem tijela pronađenih desetorih mrtvih omogućen je dostojan ukop umjesto rastakanja u pomorskim uvjetima. Od 107 mornara, mnogo je bilo Dalmatinaca i Istrana. Preživjela su šestorica od osmorice časnika te 17-orica od 107 mornara, od čega su petorica bila na straži na Lokrumu, a ostali preživjeli u gradskoj luci čekali zapovjednika u brodici radi prijevoza na brod. Zapovjednik Alfred vit. Barry u trenutku eksplozije nije bio na brodu, nego na Pilama, pred Birimišinom kavanom. Poslije je kao zapovjednik broda Prinz Eugen sudjelovao 1866. godine u Viškom ratu, sukobu austrijske i talijanske mornarice. Nevjerojatna je sudbina i jedinog mornara s broda, Stumfa, koji je zbog kazne bio privezan uz pramčani jarbol s okovima na rukama i nogama. Spasitelji su ga nakon tjeda dana našli svezanih ruku i nogu pri komadu velikog komada drva na Lokrumu. Potraga za preživjelima i tijelima poginulih potrajala je. Sprovod poginulima održan je 11. svibnja. Tijela poginulih pronalažena su sve do 10. lipnja. Mornari koji su nađeni poslije svečanog sprovoda odmah su pokopani na današnjem Domobranskom groblju, ondašnjem Vojničkom groblju. Tijela su nađena od Orsule do Koločepa, Mljeta i sve do Korčulanskog kanala.
Razasuta oprema i ostatci broda koji je raznijela eksplozija potonuli su na pjeskovitom i muljevitom dnu. Lučka kapetanija izvijestila je da je podrtina oko 12 koraka pod morskom razinom, a 100 koraka daleko od obale. Pramac je bio pod morem, glavni jarbol virio je iznad morske površine. Krma je završila u komadićima, jer u njoj je bila barutana koja je eksplodirala. Više od jednog stoljeća ostatci broda ostali su gotovo nedirnuti.
Brat cara Franje Josipa Ferdinand Maksimilijan, budući meksički car, često je boravio na Lokrumu. Kada je poginula posada broda, posjetio je otok i otkupio ga, benediktinski samostan preuredio u ljetnikovac, a samostanski vrt u raskošan botanički vrt. U znak uspomena na tužni dan, dao je podignuti veliki kameni križ kraj Skale na sjevernoj strani Lokruma, udaljen od Portoča otprilike 2 km, i na njemu dao uklesati imena svih poginulih.

## Spašavanje opreme
Nije poznato, premda je moguće da je austrijska mornarica pokušala spasiti dio opreme s broda, pri čemu je ograničenje bilo da je onodobna ronilačka tehnologija dopuštala sigurni zaron do 50 metara. Pouzdane informacije imamo iz 1960-ih kad je DPDS poduzeo akciju vađenja topova, uz pomoć dizalice Dinara. Dio ih bio pronađen već na 21 metar dubine.
Izvađeni topovi kojima je bio naoružan težili su od 1300 do 1500 kilograma. Izloženi su u Pomorskom muzeju. Sada su na dubrovačkim zidinama, jedan ispred ulaza u Pomorski muzej, a drugi na terasi tvrđave sv. Ivana. Treći je top tvrđe ostao ukopan u dno, pa je vađenje ostavljeno za poslije.